# رمزی بدیا
رمزی بدیا (به انگلیسی: Ramzy Bedia) (زاده ۱۰ مارس ۱۹۷۲) بازیگر، کارگردان و فیلم‌نامه‌نویس فرانسوی است. از فیلم‌های او می‌توان به کایرا، دالتون‌ها، پاتایا، کنسرت، آستریکس و اوبلیکس و جنایت در برج اشاره کرد.